# カヤ (ケニア)
カヤ（Kaya）は、ケニア海岸部の後背地にあたる山間に築かれていた要塞化した村落のことである。かつてミジケンダ諸民族にとって文化的・生活的に重要な拠点だった場所であり、ミジケンダの起源伝承とも結びついていた。2008年にユネスコの世界遺産リストに登録されたものがある。一方、カヤと周りの森林に関連するコミュニティの伝統と慣習も2009年にユネスコの無形文化遺産に登録された。

## 概要
カヤは円形の村落で、それを外円状の森林が取り囲んでいる。カヤの中央部には宗教上の重要な意味を持つ呪物（fingo、フィンゴ）が埋められており、その周囲に住居や集会場が展開している。周囲の森林は外に繋がる2本の道を除けば人の手がはいらない原生林で、祖先の霊などが出現することもある聖なる（もしくは呪われた）森林と考えられており、材木の切り出しなどは認められていなかった。

## 歴史
ミジケンダが東アフリカ海岸部の後背地に移住してきたのは、16世紀から17世紀頃と考えられている。かれらはシュングワヤ（Shungwaya）という始まりの地を追われたという起源神話を持つが、シュングワヤの正確な位置は明らかになっていない。
彼らの起源神話はカヤの構造と密接に結び付いており、集落の中心に埋められているフィンゴも、本来はシュングワヤから持ち込まれたものと伝えられている。17世紀以降に作られたカヤの中には二次的と位置付けられているものもあるが、本来のカヤとそれらの違いの一つはフィンゴの有無である。
19世紀後半以降、物理的なカヤは廃れていくが、ミジケンダの文化的アイデンティティにとっては今なお重要な存在である。

## 世界遺産
この物件は世界遺産基金からの助成なども受け、2006年に登録申請が行われた。2007年の第31回世界遺産委員会では「情報照会」と決議されたが、翌年の第32回委員会で正式登録が決定した。

### 登録対象
登録対象は海岸州に存在する以下の9つである。「ギリアマ人のカヤ」「ジバナ人のカヤ」「カンベ人のカヤ」「リベ人のカヤ」「キノンド人のカヤ」が本来のカヤで、残りが二次的なカヤである。
- ギリアマ人のカヤ（Kaya Giriama, 1231rev-001）
- ジバナ人のカヤ（Kaya Jibana, 1231rev-002）
- カンベ人のカヤ（Kaya Kambe, 1231rev-003）
- カウマ人のカヤ（Kaya Kauma, 1231rev-004）
- リベ人のカヤ（Kaya Ribe, 1231rev-005）
- ラバイ人のカヤ群（The Rabai Kayas, 1231rev-006）
- デュルマ人のカヤ群（The Duruma Kayas, 1231rev-007）
- キノンド人のカヤ（Kaya Kinondo, 1231rev-008）

### 登録基準
この世界遺産は世界遺産登録基準のうち、以下の条件を満たし、登録された（以下の基準は世界遺産センター公表の登録基準からの翻訳、引用である）。
- (3) 現存するまたは消滅した文化的伝統または文明の、唯一のまたは少なくとも稀な証拠。
- (5) ある文化（または複数の文化）を代表する伝統的集落、あるいは陸上ないし海上利用の際立った例。もしくは特に不可逆的な変化の中で存続が危ぶまれている人と環境の関わりあいの際立った例。
- (6) 顕著で普遍的な意義を有する出来事、現存する伝統、思想、信仰または芸術的、文学的作品と直接にまたは明白に関連するもの（この基準は他の基準と組み合わせて用いるのが望ましいと世界遺産委員会は考えている）。